# Lazzaro feliz
Lazzaro feliz (en italiano: Lazzaro felice) es una película italiana de 2018 dirigida por Alice Rohrwacher. Fue presentada al Festival de Cannes 2018, donde consiguió el premio al mejor guion. El papel protagonista está interpretado por el actor novel Adriano Tardiolo. La película también supuso el debut cinematográfico del cantante Luca Chikovani. En el reparto aparecen Alba Rohrwacher, Nicoletta Braschi, Tommaso Ragno y el español Sergi López.

## Argumento
Lazzaro es un joven labrador del Lacio, sencillo y servicial. Vive su vida en paz con todo el mundo y está dispuesto a ayudar a aquel que se lo pide. De su nobleza moral se aprovechan tanto los otros campesinos de la finca como Tancredi, el hijo inclasificable de la marquesa Alfonsina De Luna, mujer de fuerte carácter conocida como «la regina delle sigarette». De hecho, Tancredi obliga a Lazzaro a colaborar en su propio secuestro. Los hechos provocarán el final del negocio y la detención del marqués De Luna, culpable de mantener a los trabajadores en un régimen de explotación laboral. La historia continúa en las afueras de una gran ciudad donde Lazzaro acaba viviendo en un barracón con algunos de sus antiguos compañeros de finca. La historia acaba en tragedia cuando Lazzaro, debido a un malentendido, es acusado de intentar atracar un banco y es linchado por la clientela enojada.

## Distribución
La película fue presentada en el Festival de Cannes el 13 de mayo de 2018 y en el Festival de Sitges el 9 de octubre de 2018. Fue estrenada en los cines españoles el 9 de noviembre de 2018.

## Recepción
La crítica alabó la película por su frescura y novedad en el cine italiano. Si la primera parte de la película recuerda escenas de la granja y de la campiña italiana de la película Novecento, producción cinematográfica dirigida por Bernardo Bertolucci en 1976, la segunda parte de la cinta, la vida en la ciudad, nos lleva hasta la española Plácido, película de 1961 dirigida por Luis García Berlanga. La vida es cruel con el felice Lazzaro, tanto en el campo como en la ciudad, crueldad que nos llevará a un final dramático. 

## Premios
- 2018 - Festival Internacional de Cine de Cannes
  - Premio al mejor guion
- 2018 - Festival International de Cine de Jerusalén
  - Premio Cummings a la mejor película
- 2018 - Festival de Cine de Sitges
  - Premio especial del jurado
  - Premio Carné Joven
- 2018 - National Board of Review[7]
  - Mejor película extranjera